# Хвостовы
Хвостовы — графский и древний дворянский род, из московских бояр.
Род внесён в Бархатную книгу. При подаче документов (01 февраля 1687) для внесения рода в Бархатную книгу, была предоставлена Воином Хвостовым родословная роспись Хвостовых (москвичей), по требованию Палаты родословных дел сделана выписка из старого родословца, указ о внесении родословия Воина Хвостова в Бархатную книгу подписан (10 июня 1687). Хвостовы (новгородцы) подали челобитную о принятии их родословия (18 декабря 1691), по указу Тихона Никитича Стрешнева (03 января 1692) родословие (новгородцев) приняли и запросили данные о их однородстве с Хвостовыми (москвичами), которые подтвердили однородство (москвичей и новгородцев) Хвостовых (17 января 1692), на основании чего родословие Хвостовых (новгородцев) внесено в родословную книгу к родословию Воина Хвостова.
Существуют ещё три ветви рода Хвостовых:
1. Потомство Ивана Хвостова, помещика Тверского уезда († до 1667).
2. Предок их Кирилл Васильевич Хвостов, кашинский городовой дворянин.
3. Потомки Василия и Ивана Савичей Хвостовых владевшими поместьями в Казанском уезде (1648—1653).

а также несколько отдельных родов Хвостовых в губерниях Киевской, Курской, Харьковской и Екатеринославской, более позднего происхождения, записанных во II и III частях родословной книги
Род Хвостовых записан в VI части родовой книги: Владимирской, Новгородской и Костромской губерний.

## Происхождение и история рода
Предок их — выехавший из Пруссии при великом князе Данииле Александровиче (1267) «дивен муж, честию своей маркграф», Аманда Бусавол, крещенный с именем Василия и бывший наместником московским. То же звание носили его сын Иван Васильевич, внук Герасим Иванович и правнук Пётр Герасимович-Босоволков по прозвищу Отяев (родоначальник Отяевых и Белкиных). Праправнук его Алексей Петрович, по прозвищу Хвост, был на Москве тысяцким и убит (1357) на площади «на великий день безвестно». Сын его Василий Алексеевич Хвостов (VI-колено) является родоначальником Хвостовых, среди которых в XVI и XVII веках было немало видных деятелей и служилых людей:
- Василий Павлович Бражник — поддатень у рынды большого доспеха в Казанском походе (1544), 3-й воевода в Орешке (1582—1583), 2-й воевода там же (1584), защищал город от шведов.
- Михаил Данилович — осадный голова в Шацке (1581—1582);
- Никита Степанович — стрелецкий голова в Пскове, во время осады его Стефаном Баторием, а затем осадный голова и полковой воевода в Гдове (1613);
- Михаил Васильевич и Афанасий Семенович — убиты при защите Смоленска (1634).
- Иван Иванович — участник войны с Польшей (1654—1656).
- Иван Деевич — донской воевода, убит взбунтовавшимися казаками (1667).
- Даниил Лукич, премьер-майор, был убит пугачёвцами в Казани (1774).
- Борис Николаевич (1828—1883) — сенатор, сотрудник графа В. Н. Панина по составлению Положений о крестьянах, сохранивший семь томов бумаг, преимущественно официальных, по крестьянскому делу; они поступили в Императорскую Публичную Библиотеку.

Хвостовы были подвергнуты опале при Иване IV.

## Графы Хвостовы
Сардинский король Карл-Эммануил пожаловал (15 октября 1799) тайного советника Димитрия Ивановича титулом графа Сардинского королевства, со всеми его потомками. Это пожалование, «во уважение к знаменитым заслугам генералиссимуса князя Итальянского, графа Суворова-Рымникского», император Александр I утвердил (28 января 1802) в графском Российской империи достоинстве (Димитрий Иванович был женат на княжне Аграфене Ивановне Горчаковой, родной племяннице Суворова по матери).
Со смертью († сентябрь 1870) бездетного графа Александра Дмитриевича пресеклась графская ветвь Хвостовых.

## Описание гербов

#### Герб Хвостовых 1785 г.
В Гербовнике Анисима Титовича Князева 1785 года имеется изображения трёх печатей представителей рода Хвостовых:
1. Герб Ивана Ивановича Хвостова: в серебряном поле щита, имеющего круглую форму, изображен серебряный олень с рогами выбегающий из зелёного леса в левую сторону. Щит увенчан коронованным дворянским шлемом с шейным клейнодом. Нашлемник: наполовину, выпрыгивающий в левую сторону олень с рогами. Щитодержатель: с правой стороны, стоящий на двух задних лапах олень с рогами, мордой повёрнутый вправо. Цветовая гамма намёта не определена.
2. Герб титулярного советника Якова Марковича Хвостова: в серебряном поле щита изображены попеременно (горизонтально, сверху вниз): золотая полоса, синий орнамент, серебряная стрела наконечником вправо, синий орнамент, серебряная стрела наконечником вправо. Щит увенчан тремя шлемами с шейными клейнодами, из коих два крайних шлема повернуты в стороны от центрального шлема. Нашлемники: центральный шлем увенчан короною княжеского достоинства. Правый нашлемник — обруч (кольцо). Левый нашлемник — согнутая рука в латах с мечом, остриём вниз. Из крайних шлемов выходит намёт, цветовая гамма которого не определена.
3. Герб бригадира и поверенного в делах в Константинополе при Екатерине II, тайного советника, управляющего Государственным банком для дворян при Александре I Александра Семёновича Хвостова: щит разделён горизонтально на две части, из которых, нижняя часть большая. В верхней части, в синем поле, горизонтально, три золотых лапчатых креста. В нижней большей части, в серебряном поле, чёрный агнец с серебряной хоругвью. Щит увенчан графской короною (графский шлем отсутствует). Щитодержатели: два дикаря с опущенными дубинами в правой и левой руке соответственно, а другими держат графскую корону[6].

#### Герб. Часть II. № 35.
Герб дворян Хвостовых: щит, разделённый горизонтально на две части, имеет верхнюю пространную, а нижнюю малую, по средине которого находится щиток, разрезанный на два поля, голубое и золотое, из коих в верхнем изображена золотая Держава, а в нижнем три Реки с летящими на правую сторону серебряными Стрелами. Верхняя часть разделённая с углов двумя чертами, соединёнными посредине над щитком, содержит в красном поле белого Орла одноглавого, имеющего в лапе золотой Шар; в той же части в серебряном поле по сторонам среднего щитка означены красный Крест и Роза.
В нижней части в голубом поле, разрезанном чертою, на правой стороне видна Рука в латах из облака выходящая с Мечом (польский герб Малая Погоня), а на левой стороне серебряный Полумесяц рогами вверх обращённый и над ним три шестиугольных Звезды серебряных (изм. польский герб Ксежиц). Щит увенчан обыкновенным дворянским шлемом с дворянскою на нём Короною и тремя страусовыми перьями. Намёт на щите голубого и красного цвета, подложенный золотом. Щитодержатели: два Грифа.

#### Герб. Часть VIII. № 7.
Герб графов Сардинского королевства Хвостовых: щит, разделенный горизонтально на две части, имеет верхнюю часть пространную, а нижнею малую, посредине его находится малый щиток, разрезанный горизонтально на три поля, красное, голубое и золотое, из которых в верхнем виден белый одноглавый орел, держащий в лапе золотой шар, в среднем изображена золотая держава, а в нижнем, золотом поле — три реки с летящими на правую сторону стрелами и по сторонам среднего щитка в серебряных полях означены красный крест и роза. В нижней. малой части, в голубом поле, разрезанном чертой, на правой стороне видна из облака выходящая в латах рука с мечом, а на левой стороне — серебряный полумесяц рогами вверх и над ним три шестиугольные звезды. К этому щиту от Его Величества сардинского короля прибавлена серебряная вершина, разрезанная двумя с углов и посредине красного щита соединёнными чертами, с изображением одной из маврских голов, вокруг которой надпись: Bellicae in subalpinis virtuti (За храбрость при Альпийских горах). На большом щите, покрытом графской короной, поставлен серебряный шлем, увенчанный графской же короной и тремя страусовыми перьями. Намет на щите голубого и красного цвета, подложенный золотом. Щит держат два грифа.

## Известные представители
- Хвостов Матвей Никитич — московский дворянин (1629—1640).
- Хвостов Пётр — дьяк (1676).
- Хвостовы: Яков Петрович, Роман Кириллович, Иван Фёдорович, Степан, Марк и Иван Ивановичи, Герасим Александрович — московские дворяне (1658—1694)
- Хвостовы: Никита Иванович, Иван Никитич, Василий Максимович, Воин Матвеевич — стряпчие (1661—1693).
- Хвостовы: Роман Иванович, Никифор Павлович, Алексей Романович — стольники (1688—1692)[8].
- Хвостов, Александр Алексеевич (1857—1922) — государственный деятель, министр юстиции.
- Хвостов, Александр Васильевич (1809—1861) — дипломат, муж Сушковой, Екатерины Александровны (в замужестве Хвостова; 1812—1868): русской дворянки, мемуаристки.
- Хвостов, Александр Семёнович (1753—1820) — писатель, тайный советник, управляющий Государственным заёмным банком.
- Хвостов, Алексей Алексеевич (1859—1940) — русский государственный деятель, Черниговский губернатор, сенатор.
- Хвостов, Алексей Николаевич (1872—1918) — государственный деятель, министр внутренних дел.
- Хвост, Алексей Петрович (ум. 3 февраля 1357 г.) — московский тысяцкий.
- Хвостов, Василий Семёнович (1754—после 1814) — первый губернатор Томской губернии.
- Хвостов, Григорий Стахиевич — комендант Саратова в 1727 году.
- Хвостов, Дмитрий Иванович (1757—1835) — русский поэт.
- Сушкова, Екатерина Александровна (в замужестве Хвостова; 1812—1868) — русская дворянка, мемуаристка. Муж — Хвостов, Александр Васильевич (1809—1861), дипломат.
- Хвостов, Николай Александрович (1776—1809) — русский путешественник.
- Хвостов, Николай Алексеевич (1844—1913) — сенатор, член Государственного Совета.

## Породненные роды
- Садовские
- Богомольцы